# Born to Run
Born to Run je treći album Brucea Springsteena objavljen 1975. Rolling Stone ga je uvrstio na 18. mjesto 500 najvećih albuma svih vremena.

## Povijest
Treći album Brucea Springsteena, Born to Run, bio je veliki uspjeh koji mu je lansirao karijeru u Sjedinjenim Državama i diljem svijeta. Bio je to njegov prvi album na kojem su nastupali Roy Bittan i Max Weinberg. Objavljen je na opće oduševljenje kritike. Dok su njegova prethodna dva albuma, Greetings from Asbury Park, N.J. i The Wild, the Innocent & the E Street Shuffle, zaslužili dobre kritike, nije bilo komercijalnog dijela priče; Born to Run zacementirao je Springsteenovu reputaciju među kritičarima i ustanovio njegovu prvu mainstream bazu obožavatelja.
Album je poznat po tome što se prije svake pjesme određuje intonacija (sve pjesme skladane su na klaviru, a ne na gitari) i po aranžmanima i produkciji koja je podsjećala na tehniku Phila Spectora. Springsteen je rekao kako je želio da "Born to Run" zvuči kao da "Roy Orbison pjeva Boba Dylana, uz Spectorovu produkciju".
Springsteen je usvojio tehniku "četiri kuta" (stavljanje najboljih pjesama na početak i kraj svake strane), jer su pjesme s početka svake strane ("Thunder Road", "Born to Run") bile ode o bijegu, dok su pjesme s kraja svake strane ("Backstreets", "Jungleland") bile himne gubitka, izdaje i poraza (Isprva je htio započeti album s alternativnom verzijom "Thunder Road").
Na originalnim primjercima albuma pjesma "Meeting Across the River" označena je kao "The Heist". Originalni omot otisnut je s fontom u stilu grafita. Ovi primjerci su vrlo rijetki i među Springsteenovim kolekcionarima smatraju se "svetim gralom".
Po izlasku, album je dosegao 3. mjesto na Billboardovoj ljestvici albuma i proveo više od dvije godine među 100 najprodavanijih albuma. Prema podacima iz 2006., u Americi je prodan u više od šest milijuna primjeraka te je Springsteenov drugi najprodavaniji album poslije Born in the U.S.A.
Reputacija albuma vremenom nije ništa izgubila. 2001. ga je TV mreža VH1 nazvala 27. najvećim albumom svih vremena. Lista 500 najvećih albuma u povijesti Rolling Stonea stavila je album na 18. mjesto.

## Omot albuma
Omot za Born to Run je jedan od najpopularnijih u povijesti rock glazbe. Snimio ga je Eric Meola, koji je u trosatnom snimanju ispucao 900 slika.
Fotografija prikazuje Springsteena kako drži električnu gitaru, spoj Fender Telecastera (tijelo) i Fender Esquirea (vrat), i oslanja se na saksofonista Clarencea Clemonsa. Springsteenova poza bila je spontana. Nakon što je priključio gitaru, ležerno se oslonio na Clemonsa. Slika je postala slavna kao omot albuma. "I druge su se stvari dogodile," kaže Meola, "ali kad smo vidjeli slike, ta je jednostavno iskočila. Odmah smo znali da je to to."
Springsteenovi u Clemonsovu pozu imitirali su mnogi, od Cheap Tricka na albumu Next Position Please, preko Toma i Raya Magliozzija na omotu za kompilaciju Car Talk, Born Not to Run: More Disrespectful Car Songs do Berta i Cookie Monstera na omotu albuma Ulice Sezam, Born to Add.

## Popis pjesama

### Strana 1
Tekstovi i glazba: Bruce Springsteen. 
| Br. | Skladba                   | Trajanje |
| --- | ------------------------- | -------- |
| 1.  | »Thunder Road«            | 4:49     |
| 2.  | »Tenth Avenue Freeze-Out« | 3:11     |
| 3.  | »Night«                   | 3:00     |
| 4.  | »Backstreets«             | 6:30     |

### Strana 2
Tekstovi i glazba: Bruce Springsteen. 
| Br. | Skladba                    | Trajanje |
| --- | -------------------------- | -------- |
| 1.  | »Born to Run«              | 4:30     |
| 2.  | »She's the One«            | 4:30     |
| 3.  | »Meeting Across the River« | 3:18     |
| 4.  | »Jungleland«               | 9:36     |

## Izdanje povodom 30. godišnjice
14. studenog 2005., Columbia Records je objavila box set Born to Run 30th Anniversary Edition. U paketu je bilo:
- remastirana CD verzija originalnog albuma - CD je u potpunosti crn (uključujući playback stranu) dok je druga strana replika originalne vinilne ploče
- DVD Wings For Wheels, dugi dokumentarac o stvaranju albuma, koji je 2007. osvojio Grammy za najbolji dugometražni glazbeni video
  - s bonus filmom tri pjesme snimljene uživo 1. svibnja 1973. u Ahmanson Theatreu u Los Angelesu
- DVD Bruce Springsteen & The E Street Band Hammersmith Odeon, London '75, koncertni film snimljen 18. studenog 1975. u Hammersmith Odeonu u Londonu tijekom kratkog europskog izleta na njihovim Born to Run turnejama.
  - ove snimke kasnije su objavljene kao CD Hammersmith Odeon London '75

## Popis izvođača

### E Street Band
- Roy Bittan – klavir, Fender Rhodes, prateći vokali
- Ernest "Boom" Carter – bubnjevi  (samo na "Born to Run")
- Clarence Clemons – saksofon, tamburin, prateći vokali
- Danny Federici – orgulje, gloknšpil
- Suki Lahav – violina (samo na "Jungleland")
- David Sancious – klavir, orgulje (samo na "Born to Run")
- Bruce Springsteen – vokali, gitare, harmonika, perkusije, aranžman za rog
- Garry W. Tallent – bas
- Max Weinberg – bubnjevi

### Ostali glazbenici
- Steven Van Zandt – aranžmani za rog (samo na "Tenth Avenue Freeze Out"), prateći vokali (samo na "Thunder Road").
- Wayne Andre – trombon
- Mike Appel – prateći vokali
- Michael Brecker – rog, saksofon
- Randy Brecker – truba
- Charles Calello – dirigent, aranžman za gudačke instrumente
- Richard Davis – bas
- David Sanborn – saksofoni

### Produkcija
- John Berg – dizajn albuma
- Greg Calbi – mastering
- Andy Engel – dizajn albuma
- Bob Ludwig – re-mastering
- Eric Meola – fotografija

### Tehničari
- Andy Abrams
- Angie Arcuri
- Ricky Delena
- Jimmy Iovine
- Louis Lahav
- Thom Panunzio
- Corky Stasiak
- David Thoener

## Vanjske poveznice
- Tekstovi s albuma i audio isječci
- Kolekcija recenzija albuma